# Gerhard Zesch
Gerhard Zesch (* 18. Januar 1904 in Großschönau (Sachsen); † 19. Februar 1944 in Aue (Sachsen)) war ein deutscher Jurist und Landrat.

## Leben und Wirken
Zesch legte am 21. Februar 1931 die große Staatsprüfung ab. Danach wurde er zum Regierungsrat ernannt. Im März 1933 war er dem Stahlhelm beigetreten. November 1934 schloss er sich der SS an. 1936 promovierte er an der Universität Leipzig zum Dr. jur. Das Thema seiner Dissertation lautete Die geschichtliche Entwicklung und die Neuordnung des öffentlichen Gesundheitswesens und der Gesundheitsverwaltung unter besonderer Berücksichtigung der sächsischen Verhältnisse.
Am 15. März 1939 wurde er kommissarisch als Landrat im Landkreis Schwarzenberg im sächsischen Erzgebirge eingesetzt. Rückwirkend zum 1. März 1940 wurde er am 20. April 1940 definitiv zum Landrat in Schwarzenberg ernannt. Ab 1940 war er gleichzeitig SS-Scharführer und für das Gebiet der Verwaltung zuständiger Referent des Sicherheitsdienstes des Reichsführers SS in der Außenstelle Schwarzenberg. 1943 wurde er zum Wehrdienst einberufen und als Oberleutnant eingesetzt.

## Auszeichnungen
- 1942 Kriegsverdienstkreuz II. Klasse